# Hermosilla azurea
Hermosilla azurea és una espècie de peix marí pertanyent a la família dels kifòsids i l'única del gènere Hermosilla. Va ser descrit per Oliver P. Jenkins i Barton W. Evermann el 1889.

## Descripció
Pot arribar a fer 45 cm de llargària màxima.

## Reproducció
És un reproductor pelàgic.

## Hàbitat
És un peix marí, bentopelàgic i de clima subtropical que viu fins als 8 m de fondària.

## Distribució geogràfica
Es troba al Pacífic oriental central: des de la badia de Monterrey (Califòrnia, els Estats Units) fins al golf de Califòrnia.

## Observacions
És inofensiu per als humans.